# Filipp Prass
Filipp Michajłowicz Prass (ros. Филипп Михайлович Прасс, ur. 1909 we wsi Sztormowo w guberni jekaterynosławskiej, zm. 1965 w Uzbeckiej SRR) – radziecki działacz partyjny.

## Życiorys
Od 1928 należał do WKP(b), sekretarz komitetu Komsomołu kopalni nr 1 w Lisiczańsku, później sekretarz odpowiedzialny Lisiczańskiego Komitetu Rejonowego Komsomołu, sekretarz odpowiedzialny Komitetu Rejonowego Komsomołu w Gorłówce, następnie pracował w przemyśle górniczym, 1931-1934 studiował w Lisiczańskim Instytucie Górniczym. Był II sekretarzem Komitetu Miejskiego WKP(b) w Prokopjewsku, 1941-1943 sekretarzem Komitetu Obwodowego WKP(b) w Nowosybirsku ds. przemysłu węglowego, od 1943 sekretarzem Komitetu Obwodowego WKP(b) w Kemerowie ds. kadr, później do kwietnia 1946 II sekretarzem Komitetu Miejskiego WKP(b) w Kemerowie. Od kwietnia 1946 do stycznia 1947 III sekretarz Komitetu Obwodowego WKP(b) w Kemerowie, od 19 stycznia do 7 października 1947 II sekretarz Komitetu Obwodowego WKP(b) w Kemerowie, od 1947 inspektor KC WKP(b), później do 24 grudnia 1949 zastępca kierownika Wydziału Organów Partyjnych, Związkowych i Komsomolskich KC WKP(b). Od 14 stycznia 1950 do 15 stycznia 1954 I sekretarz Komitetu Obwodowego WKP(b)/KPZR w Mołotowie (obecnie Perm), od 14 października 1952 do 14 lutego 1956 członek KC KPZR, od 1954 słuchacz kursów przy KC KPZR, kierownik Wydziału Organów Partyjnych KC Komunistycznej Partii Uzbekistanu, do lipca 1961 II sekretarz Komitetu Obwodowego KPU w Samarkandzie. 20 lipca 1961 wykluczony z partii, 1961-1965 pracował jako górnik, w czerwcu 1965 przywrócony w prawach członka KPZR. Deputowany do Rady Najwyższej ZSRR 3 kadencji.

## Odznaczenia
- Order Lenina (1945)
- Order Czerwonego Sztandaru Pracy (1945)
- Order „Znak Honoru”